# Surveyor 5
Il Surveyor 5 fu il quinto lander lunare lanciato dagli USA verso la Luna. Il suo scopo era raccogliere informazioni ambientali necessarie per le future missioni Apollo.

## La missione
Il Surveyor 5 fu lanciato l'8 settembre del 1967 alle 07:57:00 UTC tramite il razzo vettore Atlas-Centaur e venne immesso direttamente in una traiettoria di impatto con la Luna. Durante il volo, si verificò una perdita di elio che avrebbe potuto compromettere la missione ma i tecnici a terra riprogrammarono una nuova sequenza necessaria per l'atterraggio e la sonda toccò terra con successo l'11 settembre alle 00:46:44 UT, coordinate 1,41° nord - 23,18° est, nel Mare Tranquillitatis.
Gli obiettivi della missione erano: ottenere immagini televisive del sito di atterraggio, condurre un test di erosione sul motore Vernier, determinare la quantità relativa di elementi chimici nel suolo lunare e raccogliere dati sulla temperatura ambientale. La sonda era simile a Surveyor 3, ma al posto del braccio scavatore aveva un rilevatore di elementi chimici. In più, collegato ad un piede della sonda, trovava posto un magnete, il cui scopo era quello di rilevare la presenza di materiale magnetico nel suolo.
La sonda funzionò perfettamente e tutti gli esperimenti scientifici furono coronati da successo. I dati furono inviati a Terra fino al 18 ottobre 1967, con un intervallo durante la notte lunare, tra il 24 settembre e il 15 ottobre 1967.
Le trasmissioni furono ricevute fino al 1º novembre, quando la sonda fu spenta per la seconda notte lunare. Fu riattivata dopo la terza e dopo la quarta notte e l'ultima trasmissione si ebbe il 17 dicembre.

## Strumenti Scientifici

### Telecamera

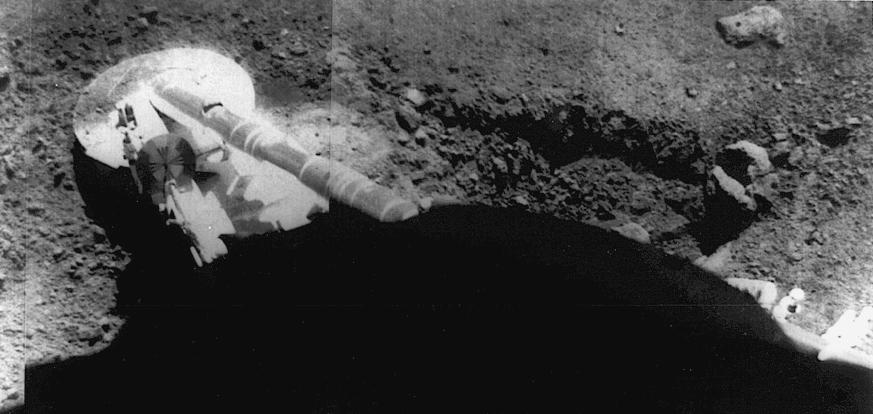
Un piede del Surveyor 5 sulla Luna

La telecamera, uguale a quella montata nell Surveyor 3, consisteva in un tubo vidicon di 25 e 100 mm di focale montata fissa con un'inclinazione di 16 gradi. Uno specchio, montato vicino all'obiettivo, poteva essere mosso in modo da riprendere la zona d'atterraggio. I comandi venivano inviati dal centro di controllo. Le immagini potevano avere 200 o 600 linee di definizione; le prime furono inviate tramite l'antenna omnidirezionale, mentre le seconde tramite l'antenna direzionata verso la Terra. Il segnale video usato per l'invio a terra era quello utilizzato normalmente dai circuiti televisivi pubblici, non criptato. Furono eseguite in totale 19.049 immagini di cui 18.006 durante il primo giorno lunare e le restanti durante il dopo venti giorni, al successivo giorno lunare. 64 altre foto furono trasmesse dopo la quarta notte lunare, ma la qualità risultò bassa, in quanto le basse temperature notturne avevano deteriorato la videocamera. Furono tutte registrate su nastro magnetico a terra.

### Rilevatore di elementi chimici
Fu costruito per rilevare direttamente dalla Luna l'abbondanza dei principali elementi nel suolo lunare. Era composto da sei emettitori di radiazioni alfa (curio 242) collimati che irradiavano un'apertura di 100mm sul fondo dello strumento ove venivano posti i campioni di suolo da analizzare. Due sensori rilevavano lo spettro delle emissioni del campione, mentre quattro altri sensori catturavano i protoni generati dall'interazione della radiazioni con il terreno. I dati raccolti venivano continuamente trasmessi a Terra e dimostrarono che tutti i maggiori elementi erano presenti, tranne idrogeno, elio e litio. Durante il primo giorno il rilevatore funzionò per 85 ore consecutive, e 20 ore per il secondo giorno, ma i dati erano falsati da un abbondante rumore di fondo.